# Florens II. (Holland)
Graf Florens II. der Dicke von Holland (* um 1080; † 2. März 1122) war der Sohn des Grafen Dietrich V. von Holland und Ulfhild.

## Leben
Florenz II. oder Floris II. de Vette, wie er in Holland hieß, wurde ca. 1080 geboren. Er übernahm 1091 in Holland und Zeeland offiziell die Regierung. Während seiner Regierung begannen die großen Meereseinbrüche, welche weitgehend die Zuidersee herausbildeten. Dies führte zu einer bedeutsamen geographischen und somit auch politischen Abtrennung Ostfrieslands. Auch er führte die mittlerweile zur Tradition gewordenen Fehden seines Hauses gegen Flandern, die Bischöfe von Utrecht und Geldern um Rechte und Einflussbereiche und Besitz fort.

## Ehe und Nachkommen
Er heiratete 1113 Petronilla von Holland († 1144), auch bekannt als Gertrud von Elsass, Tochter des Herzogs Dietrich II. von Lothringen. Mit ihr hatte er folgende Kinder:
- Dietrich VI. (* um 1110; † 6. August 1157)
- Florenz der Schwarze (* um 1115; † 26. Oktober 1133)
- Simon († unbekannt) – Kanoniker in Utrecht
- Hedwig († 1132) – Nonne zu Rijnsburg